# Puissance Catch
Puissance catch est une émission télévisée diffusée sur les chaines AB Groupe. Elle diffuse les shows de la plus importante fédération de catch américain, la World Wrestling Entertainment.
La chaine AB1 diffuse Puissance catch WWE Raw le mercredi à 20h40. Ensuite le samedi c'est SmackDown qui est diffusé à 20h40.
Puissance catch est diffusée sans signalétique d’avertissement, ceci a conduit le CSA en 2008 à mettre en garde la chaîne en cas de rediffusion d'une émission de Smackdown montrant une scène d'affrontement entre catcheurs se terminant par l'exécution de l'un d'eux.
ABXplore (Belgique) diffusent WWE Raw, WWE SmackDown et les pay-per-view.

## Présentations
Puissance catch est actuellement présentée par Philippe Chereau et Christophe Agius.
Philippe Chereau est un journaliste sportif de formation. Il commente aussi chaque dimanche les courses de NASCAR sur AB Moteurs avec Pat Angeli et a travaillé entre autres pour Automoto.
Christophe Agius est la voix française du catch. Passionné de catch depuis son plus jeune âge, il ponctue régulièrement ses commentaires d'injures en Alsacien.

## Diffusions
- Depuis le 6 mars 2009, WWE Raw et WWE SmackDown sont diffusés en intégralité alors qu'auparavant, ce n'était que de courts épisodes de 45 minutes environ chacun.
- Le 7 juin 2014, NT1 stoppe la diffusion de Catch Attack SmackDown puis de Catch Attack Raw le 4 juillet 2014.
- Depuis le 7 avril 2013, les pay-per-view sont diffusés sur AB1.
- Le 6 avril 2014, Agius et Chereau sont présents à La Nouvelle-Orléans pour commenter WrestleMania XXX depuis les États-Unis.
- Le 23 février 2016, RTL9 diffuse la dernière émission avec une semaine de retard avant un changement de jour et d'horaire.
- Depuis le 25 février 2016, WWE Raw et WWE SmackDown sont diffusés en France la même semaine qu’aux États-Unis. L'émission Puissance Catch Wwe Raw est déplacée le jeudi vers 22 h 30 et ne possède plus que trois jours de retard.
- Depuis le 25 février 2016, Christophe Agius et Philippe Chereau commentent directement les shows pendant leur diffusion[3].
- Depuis le 24 septembre 2017 les pay-per-view sont diffusés en direct en Belgique sur la chaine ABXplore à l'occasion du show No Mercy 2017
- Depuis le 8 novembre tous les shows principaux sont sur AB1 avec l'acquisition du show Raw par la chaîne qui était auparavant diffusé sur RTL9.
- Raw est diffusé sur RTL9 en troisième partie de soirée le mardi avec une semaine de retard sur la chaîne AB1 jusqu'au 3 avril 2018 où la chaîne cesse les rediffusions.